# Frauenarchiv Bozen
Das Frauenarchiv Bozen ist ein 2003 gegründetes Archiv zur Dokumentation der Frauen- und Geschlechtergeschichte mit Sitz in Bozen. Träger ist der Verein Frauenarchiv/Archivio storico delle donne.
Sammlungsschwerpunkte des Frauenarchiv Bozen sind Frauengeschichte, Frauenforschung und Biografieforschung. Das Archiv möchte seine Bestände insbesondere Wissenschaftlerinnen zur Verfügung stellen, ist aber auch offen für andere Neugierige und Interessierte. Die Bestände stammen zu einem guten Teil aus Schenkungen und Dauerleihgaben. Neben Dokumenten und Fotos von Vereinen, Gruppen und einzelnen Frauen befinden sich im Archiv auch Tagebücher, wissenschaftliche Arbeiten und Graue Literatur zu Frauenthemen. Ein Großteil der Bestände stammt aus dem 20. und 21. Jahrhundert. Seit 2007 führt das Frauenarchiv Bozen ein Projekt zur Oral History durch und sammelt die Lebensgeschichten von Frauen, die wichtige Zeiten ihres Lebens in Südtirol verbracht haben. Dafür werden Interviews in Deutsch, Italienisch und Ladinisch geführt.
Seit 2007 nimmt das Frauenarchiv Bozen an den Frauenarchivtreffen des i.d.a. - Dachverband der deutschsprachigen Lesben-/Frauenarchive, -bibliotheken und -informationsstellen e.V. teil. Seit 2022 ist es daneben Mitglied im italienischen Verbund von Frauenarchiven.
Das Frauenarchiv Bozen ist Teil des Centro Interculturale delle Donne am Pfarrplatz in Bozen.